# Donald Petrie
Donald Petrie (New York, 2 april 1954) is een Amerikaans regisseur, acteur en producer.
Hij is de zoon van filmregisseur Daniel Petrie.

## Filmografie

### Regisseur
- 2018 - Little Italy
- 2009 - My Life in Ruins
- 2006 - Just My Luck
- 2004 - Welcome to Mooseport
- 2003 - How to Lose a Guy in 10 Days
- 2000 - Miss Congeniality
- 2000 - Opposite Sex (1 aflevering van de televisieserie)
- 1999 - My Favorite Martian
- 1999 - Snoops (1 aflevering van de televisieserie)
- 1997 - Players (1997)
- 1996 - The Associate
- 1995 - Chicago Hope (1 aflevering van de televisieserie)
- 1994 - Richie Rich
- 1994 - The Favor
- 1993 - Grumpy Old Men
- 1993 - Country Estates (televisiefilm)
- 1992 - Picket Fences (1 aflevering van de televisieserie)
- 1990 - Turner & Hooch
- 1990 - Opportunity Knocks
- 1985-1988 - The Equalizer (4 afleveringen van de vier seizoen durende televisieserie)
- 1988 - Mystic Pizza
- 1987 - The Oldest Rookie (3 afleveringen van de televisieserie)
- 1986-1987 - L.A. Law (2 afleveringen van de televisieserie)
- 1986 - CBS Schoolbreak Special (1 aflevering van de televisieserie)
- 1985-1987 - Amazing Stories (1 aflevering van de televisieserie)
- 1985-1992 - MacGyver (1 aflevering van de televisieserie)

### Acteur
- Noah's Ark: The New Beginning (2008)
- Why Me? (1984)
- Falcon Crest .... Paramedic (1983)
- Voyagers! .... Orville Wright (1982)
- Voyager from the Unknown (1982)
- Three's Company (1981)
- Fort Apache the Bronx (1981)
- Little House on the Prairie (1980)
- Fantasy Island (1980)
- The Hearse (1980)
- Haywire (1980)
- Buck Rogers in the 25th Century (1980)
- B.J. and the Bear (1980)
- H.O.T.S. (1979)
- Eight Is Enough (1979)
- The Incredible Hulk (1978)
- Thou Shalt Not Commit Adultery (1978)
- The Waltons (1978)
- The Turning Point (1977)
- Quincy, M.E. (1977)
- Baa Baa Black Sheep (1976)
- One Day at a Time (1976)

### Producer
- Just My Luck (2006)[1]

Mystic Pizza (1988) · Opportunity Knocks (1990) · Grumpy Old Men (1993) · The Favor (1994) · Richie Rich (1994) · The Associate (1996) · My Favorite Martian (1999) · Miss Congeniality (2000) · How to Lose a Guy in 10 Days (2003) · Welcome to Mooseport (2004) · Just My Luck (2006) · My Life in Ruins (2009) · Little Italy (2018)
- Biblioteca Nacional de España: XX1119138
- Bibliothèque nationale de France: cb14014108x (data)
- Gemeinsame Normdatei: 139963030
- International Standard Name Identifier: 0000 0001 1028 6362
- Library of Congress Control Number: no00022532
- MusicBrainz: 46906b77-e1c3-4ea4-9d48-6e4f2ada47ae
- Nationale Bibliotheek van Tsjechië: xx0173778
- Nationale Bibliotheek van Israël: 987007445219205171
- Nederlandse Thesaurus van Auteursnamen: 125816464
- Virtual International Authority File: 66663276
- WorldCat: E39PBJwXbqMG9Htrct9dFgvyh3